# تئاتر نمایشی هراچیا غاپلانیان

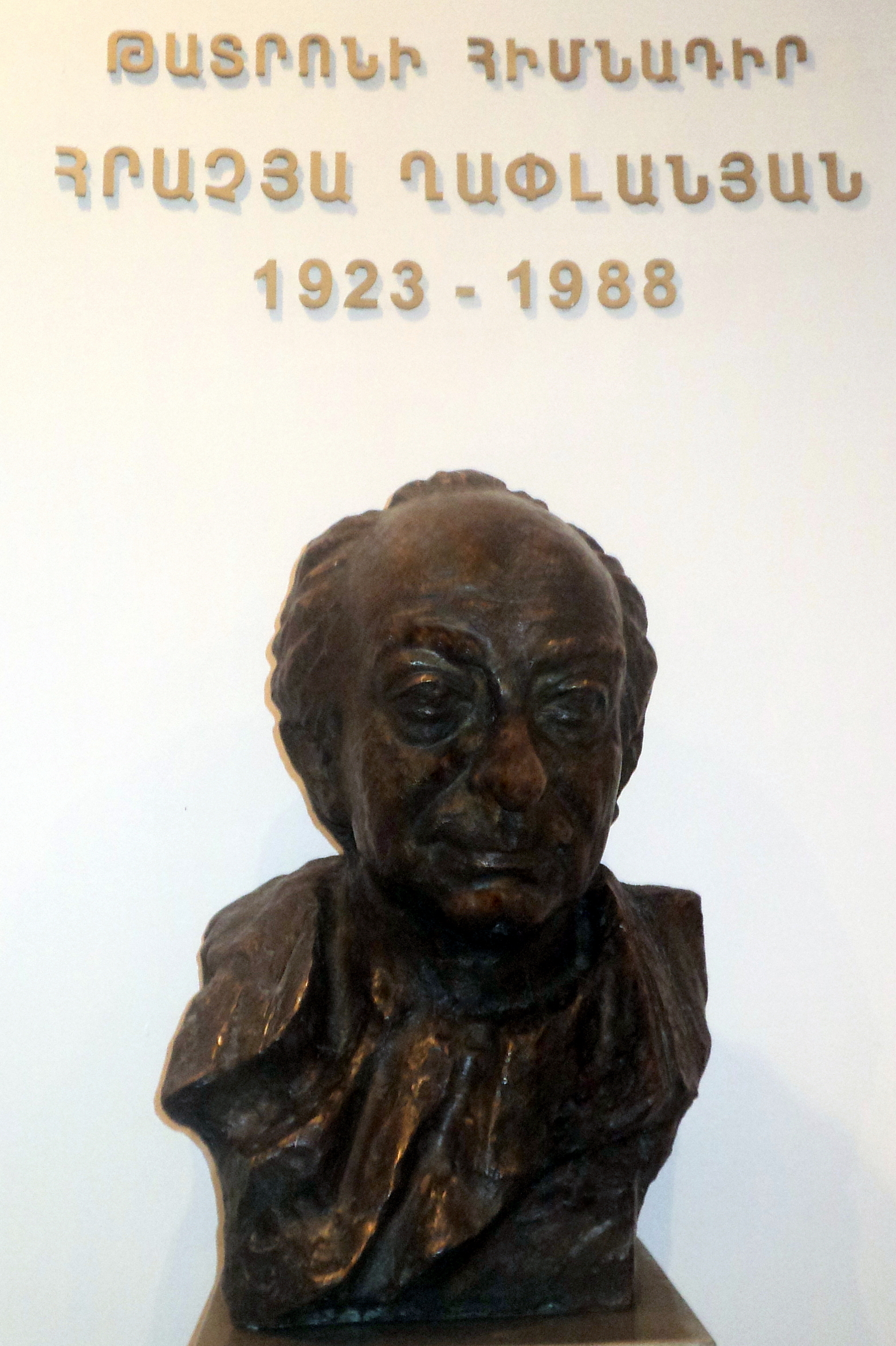
هراچیا غاپلانیان

تئاتر نمایشی هراچیا غاپلانیان (ارمنی: Հրաչյա Ղափլանյանի անվան դրամատիկական թատրոն; انگلیسی: Hrachya Ghaplanyan Drama Theatre) یک تئاتر مستقر در ایروان، پایتخت ارمنستان می‌باشد. این تئاتر در سال ۱۹۶۷ بنیانگذاری شد و در شماره ۲۸ خیابان آوتیک ایساهاکیان ناحیه کنترون واقع شده‌است.
این تئاتر با اجرای اپرای «آنوش» نوشته هوهانس تومانیان و به کارگردانی هراچیا غاپلانیان افتتاح شد. مدیر هنری این تئاتر از سال ۱۹۸۶ تاکنون آرمن خاندیکیان می‌باشد.